# 屏風島
屏風島 （びょうぶじま）は、瀬戸内海にある有人島。香川県香川郡直島町に属する。

## 概要
屏風島は、瀬戸内海にある直島諸島の北西部に位置する島である。島の北には牛ケ首島が浮かび、東には喜兵衛島、南には杵島と安野島が間近に位置している。西の対岸は、岡山県玉野市である。面積は、0.12km2。喜兵衛島とは鉄網を使ったコンクリート人道橋でつながっている。
- 屏風島（左）と喜兵衛島（右）
- 喜兵衛島から見た屏風島

## 生活
島民は自家用船を所有しており、島外への移動は自家用船を利用している。かつては通学用のスクールボートが直島との間を結んでいたが、2014年度から生徒が居なくなったため休航となり、船舶は救急患者の輸送艇として活用されている。電気および水道は対岸の対岸の玉野市から海底を通して供給されている。
- 屏風島の路地と集落
- 屏風島の集会所

## 交通
定期航路は存在しないため、宇野港・高松港・直島港からチャーター船の利用が必要となる。
- 川西マリンサービスの海上タクシー
背後の島は杵島